# V838 Monocerotis
V838 Monocerotis é uma estrela hipergigante vermelha, localizada na constelação de Monoceros, com uma magnitude aparente de +15,74. É uma estrela variável, a uma distância de aproximadamente 20 000 anos-luz do Sol (6 kpc). A estrela exibiu uma grande erupção em 2002, quando apresentou um dos maiores brilhos dentre as estrelas da Via Láctea, equivalente a um milhão de vezes o brilho do Sol. A erupção levou a sua descoberta, e desde então tem sido observada e estudada. 
Originalmente tida como uma típica nova, apresentou diversas características peculiares, cuja origem ainda se desconhece. Dentre estas características, um eco de luz foi observado, evoluindo rapidamente ao longo de poucos anos. Dentre as teorias propostas para explicar o súbito aumento de brilho da estrela incluem-se a fusão de duas estrelas ou a captura de planetas gigantes.

## Estouro
Em 6 de janeiro de 2002, uma estrela até esse momento desconhecida outorgou mais brilho à constelação de Monoceros, o Unicórnio. Por tratar-se de uma nova estrela variável, foi designada com o nome de V838 Monocerotis, a 838.ª estrela variável de Monoceros. Inicialmente, a curva de luz assemelhava a de uma nova, ou seja, uma erupção que ocorre quando se acumulou suficiente hidrogênio na superfície de uma anã branca pertencente a uma estrela binária próxima. Como consequência, também foi designada Nova Monocerotis 2002. V838 Monocerotis alcançou a sua  magnitude visual máxima (6,75) em 6 de fevereiro de 2002, após o qual o seu brilho começou a diminuir depressa, como era de se esperar. Porém, em princípios de março a luminosidade da estrela voltou a crescer, desta vez em ondas infravermelhas. Um novo episódio de brilho infravermelho aconteceu no início de abril, depois do qual a estrela regressou para a sua luminosidade prévia à erupção, que alcançou uma magnitude de 15,6. A curva de luz produzida pela última erupção foi algo nunca visto antes.

Tamanho de V838 Monocerotis em comparação como o Sistema Solar.

O brilho da estrela alcançou um brilho equivalente a um milhão de vezes o brilho do Sol; isto fez com que naquele momento V838 Monocerotis fosse uma das estrelas mais brilhantes da Via Láctea. A causa da sua maior luminosidade foi a veloz expansão das camadas externas da estrela. A mesma foi observada na equipa de interferometria do Observatório Palomar, que assinalou um raio de 1 570 ± 400 vezes o do Sol (similar ao raio da órbita de Júpiter) e confirmou os primeiros cálculos indiretos.
A partir da distância aceita atualmente de 6 100 parsecs, o diâmetro angular medido corresponde a um raio de 1 200 ± 150 raios solares. A expansão aconteceu em poucos meses, ou seja, a taxa de expansão foi sumamente elevada. As leis da termodinâmica indicam que os gases em expansão se esfriam; portanto, a estrela sofreu um grande arrefecimento e adquiriu uma cor vermelha obscura. De fato, alguns astrônomos argumentam que os espectros da estrela semelhavam aos das anãs marrons classe L. No caso de isto ser correto, V838 Monocerotis seria a primeira supergigante classe L conhecida.

### Outros acontecimentos possivelmente similares
Há registros de vários estouros similares ao ocorrido em V838 Monocerotis. Em 1988 foi detectada a erupção de uma estrela vermelha na galáxia de Andrômeda. A estrela, designada M31-RV, alcançou uma  magnitude bolométrica absoluta de −9,95 no seu ponto máximo (equivalente a uma luminosidade de 7,5 milhões de vezes a do Sol) antes de voltar a diminuir até se tornar indetectável. Uma erupção parecida aconteceu em 1994 na Via Látea (V4332 Sagittarii).

## Estrela progenitora

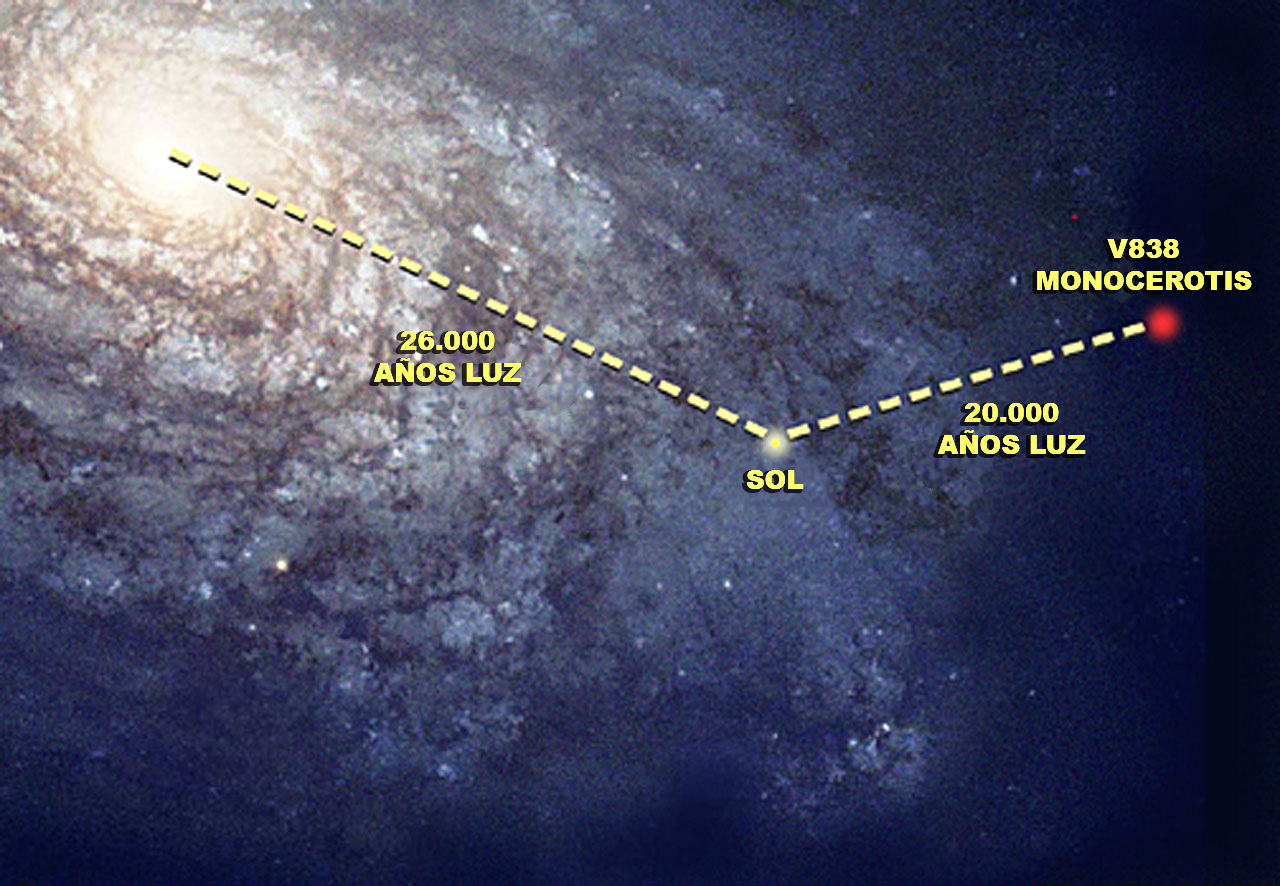
situação de V838 Monocerotis dentro da Via Látea.

Baseados no eco de luz gerado pela erupção, os primeiros cálculos da distância entre V838 Monocerotis e o Sol deram um resultado de 1900 a 2900 anos-luz. Isto, ligado às medições da sua magnitude aparente em fotografias prévias à erupção, fazia acreditar que se tratava de uma estrela anã classe F de baixa luminosidade, não muito diferente à Sol, embora representasse um grande enigma.
Medições posteriores, muito mais precisas, indicaram uma distância maior, equivalente a 20 mil anos-luz (6 kpc). Segundo parece, V838 Monocerotis teria uma massa e luminosidade maiores que o Sol; é possível que a massa da estrela seja entre cinco e dez vezes a do Sol, e que a sua luminosidade seja entre 550 e 5 000 vezes maior. O seu raio poderia ser de cerca de cinco vezes o do Sol e a sua temperatura de 4 700 a 30 000 K. Artigo publicado na revista Astronomy and Astrophysics em 2005 indicaria que, de fato, a estrela progenitora é uma supergigante enorme com uma massa de cerca de 65 vezes a do Sol; ademais, mostram ainda que o sistema poderia ter apenas 4 milhões de anos.
A análise do espectro de V838 Monocerotis revela uma companheira, uma estrela da sequência principal azul classe B, que provavelmente não é muito diferente da estrela em que ocorreu a erupção. Também é possível que a estrela em erupção tenha uma massa ligeiramente menor que sua companheira e que fique na classificação de estrelas da sequência principal por uma pequena margem. Segundo a paralaxe fotométrica da estrela companheira, Munari et al. calcularam uma distância muito maior: 36 mil anos-luz (10 kpc).

## Eco de luz

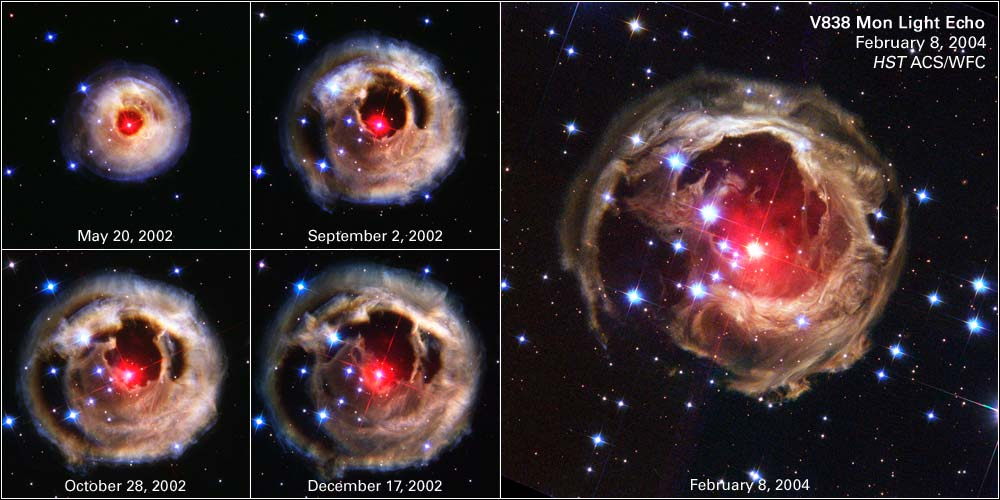
Conjunto de imagens que mostram a expansão do eco da luz. NASA/ESA.

Um eco de luz é um fenômeno produzido por objetos cujo brilho incrementa depressa, como por exemplo, as novas e supernovas. A luz emitida diretamente pelo objeto chega primeiro ao observador. Se houverem nuvens de matéria interestelar entre a estrela e o observador, parte da luz se reflete das nuvens. Já que o seu percurso é mais longo, a luz refletida chega ao destino posteriormente, o que produz a visão de uns anéis de luz em expansão a partir o objeto em erupção. Para além disso, os anéis pareceriam viajar a uma velocidade maior à da luz.
No caso de V838 Monocerotis, o eco de luz superou as escalas conhecidas, e a sua evolução foi acompanhada através de imagens capturadas pelo telescópio espacial Hubble. Ainda não está claro se a nebulosa que rodeia a estrela tem alguma relação com a mesma, mas, em caso positivo , poderia ter sido provocada por erupções anteriores, o qual descartaria várias teorias baseadas em eventos catastróficos simples. Porém, há suficientes evidências para afirmar que o sistema de V838 Monocerotis é muito jovem e ainda estaria alojado dentro da nebulosa a partir da qual se formou. A primeira erupção ocorreu a uma frequência espectral muito mais curta (ou seja, mais próxima ao azul) e que isto pode ser observado no eco de luz: a beira exterior do eco aparece azulada nas fotografias do Hubble.

## Modelos teóricos
Diversos modelos teóricos foram elaborados até o momento para explicar o evento observado em V838 Monocerotis.

### Estouro novo atípico
O estouro de V838 Monocerotis poderia ser a erupção de uma nova, embora seja muito raro. Contudo, isto é pouco provável levando em conta que o sistema inclui uma estrela classe B e estas são jovens e de grande massa. Não houve tempo suficiente para que uma possível anã branca se esfriasse e incorporasse a matéria necessária para provocar a erupção.

### Pulso termal de uma estrela no fim de sua vida
V838 Monocerotis pode ser uma estrela que deixou o ramo gigante assintótico. A nebulosa iluminada pelo eco de luz poderia tratar-se de camadas de poeira que rodeiam a estrela, criadas por esta durante estouros anteriores. É possível que o aumento do seu brilho fosse um flash de hélio, no qual o núcleo de uma estrela próxima ao fim de sua vida, de pouca massa, produz rapidamente uma fusão de carbono que transtorna a estrela (um acontecimento similar ao ocorrido no Objeto de Sakurai) sem destruí-la. Porém, certas evidências sustentam a teoria de que a poeira é interestelar e não se encontra centrada em torno de V838 Monocerotis. Uma estrela próxima ao fim de sua vida que perdesse as suas camadas externas seria quente, enquanto a evidência aponta para uma estrela nova.

### Acontecimento termonuclear dentro de uma supergigante massiva
De acordo com algumas evidências, V838 Monocerotis seria uma estrela supergigante muito massiva. Sendo assim, o estouro poderia ter sido um flash de carbono, um acontecimento termonuclear no qual uma camada de hélio da estrela repentinamente entra em ignição e começa a gerar carbono por fusão. As estrelas de grande massa são capazes de sobreviver a estes acontecimentos, mas sofrem uma enorme perda de massa (aproximadamente a metade da sua massa original dentro da sequência principal) antes de se assentarem como estrelas de Wolf-Rayet extremamente quentes. Esta teoria também poderia explicar as nuvens de poeira que parecem rodear a estrela. V838 Monoceros situa-se perto do centro da Via Láctea e fora do disco da Via Látea. O nascimento de estrelas é menos frequente nas regiões exteriores da galáxia e não está claro que as estrelas massivas desse tipo possam ser formadas ali. Porém, existem grupos muito novos, tais como Ruprecht 44 e NGC 1893 (de quatro milhões de anos) a uma distância aproximada de sete e seis quiloparsecs, respectivamente.

### Fusão
O estouro poderia ter sido o resultado da fusão de duas estrelas da sequência principal (ou uma estrela da sequência principal de 8 M☉ e uma anterior à sequência principal de 0,3 M☉). Esta teoria fica reforçada pela juventude aparente do sistema e o fato de um sistema estelar múltiplo poder ser instável. É possível que o componente menos massivo tivesse uma órbita excêntrica demais ou se tivesse desviado para o maior. Modelagens computacionais demonstraram que a teoria da fusão é possível. Adicionalmente, esta teoria explica a grande quantidade de picos na curva de luz observada durante o estouro.

### Acontecimento de captura planetária
A possibilidade mais intrigante provavelmente seja que V838 Monocerotis devorasse os seus gigantes gasosos. Se um destes planetas entrasse para a atmosfera da estrela, esta inicialmente teria desacelerado o movimento do planeta; à medida que o gigante gasoso continuasse penetrando na atmosfera estelar, a fricção ter-se-ia incrementado e a energia cinética seria absorvida pela estrela mais depressa. A seguir, a envoltura estelar ter-se-ia esquentado o suficiente para alcançar a fusão de deutério, o qual provocaria uma veloz expansão. Os últimos picos teriam ocorrido quando outros dois planetas entraram para a envoltura expandida. Os autores desta teoria calculam que anualmente ocorrem 0,4 capturas planetárias em estrelas similares ao Sol, enquanto para as estrelas massivas como V838 Monocerotis a taxa é ~0,5 a 2,5 acontecimentos por ano.